# Pardosa diuturna
Pardosa diuturna is een spinnensoort in de taxonomische indeling van de wolfspinnen (Lycosidae).
Het dier behoort tot het geslacht Pardosa. De wetenschappelijke naam van de soort werd voor het eerst geldig gepubliceerd in 1937 door Irving Fox.
De soort komt voor in Alaska en staat op de Rode Lijst van de IUCN als kwetsbaar.